# Lattoperossidasi
La lattoperossidasi è una perossidasi, un tipo di enzima, che si trova nel latte. Tale enzima possiede attività antimicrobica e antiossidante.
La lattoperossidasi è una proteina costituita da una catena di 595 residui amminoacidici avvolta in una struttura sferoidale. La struttura contiene 20 sequenze ad alfa elica di varia lunghezza.
Viene utilizzato come indicatore di qualità del latte, a seguito di trattamento termico di pastorizzazione.